# Journal of Computational Physics
Journal of Computational Physics is een internationaal, aan collegiale toetsing onderworpen wetenschappelijk tijdschrift op het gebied van de numerieke natuurkunde.
De naam wordt in literatuurverwijzingen meestal afgekort tot J. Comput. Phys.
Het wordt uitgegeven door Elsevier en verschijnt twee keer per maand.
Het eerste nummer verscheen in 1966.